# Setge de Chencang
El Setge de Chencang va ser el setge de la fortalesa a Chencang de Cao Wei per part de les forces de Shu Han des del desembre del 228 fins a la primavera del 229 durant les Expedicions del Nord de Zhuge Liang en el període dels Tres Regnes de la Xina. Cao Wei emergí victorioses front Shu Han.

## Rerefons
Després que Wu Oriental va derrotar a Wei a la batalla de Shiting, Wei reforçà l'est transferint tropes des de l'oest. A causa de la transferència de tropes, Zhuge va atacar Chencang. Hao Zhao se li va dir de fer preparatius de defensa després de la primera expedició de Zhuge Liang pel temor a una segona expedició.

## Setge
En l'hivern, Zhuge Liang va marxar pel Pas San una altra vegada i va envoltar Chencang. Zhuge Liang va portar amb si mateix una sèrie d'equipament de setge, incloent escales, ariets i torres d'arquers, així i tot la defensa de Chencang no podia ser trencada i els soldats Wei sempre resistien de forma tenaç amb diversos artefactes incendiaris. Cao Zhen es va oposar a ell i Zhuge Liang es va retirar després que les provisions s'havien esgotat. Zhang He va arribar amb les forces de socors, i amb els subministraments d'aliments després de tres setmanes. Amb poc gra disponible, Zhuge ordenà la retirada a Hanzhong. Wang Shuang, un dels subordinats de Zhang He, va dirigir la seva cavalleria per perseguir a Shu en Qinling i va morir en una emboscada orquestrada per Zhuge.
En el 229, Zhuge Liang va manar a Chen Shi a assetjar Wudu i Yinping. Guo Huai, preveia dirigir als seus homes per atacar Chen Shi però Zhuge Liang personalment avançà cap a Jianwei. Guo Huai es va retirar i les dos comandàncies foren pacificades.